# Mario Ronchetti
Mario Ronchetti (Como, 30 aprile 1898 – ...) è stato un calciatore italiano, di ruolo attaccante.
Era conosciuto come Ronchetti I, per differenziarlo da Giuseppe Ronchetti (II).

## Caratteristiche tecniche
Giocava come ala sinistra.

## Carriera
Gioca il campionato di Promozione 1919-1920 nelle file del Piacenza, mentre era inquadrato nel 25º Reggimento Fanteria di stanza nella città emiliana. Con i biancorossi ottiene la promozione in Prima Categoria, vincendo il girone emiliano.
Nell'ottobre 1920 viene congedato e rientra a Como, giocando con i lariani il campionato di Prima Categoria 1920-1921. In seguito si trasferisce all'Esperia Football Club, seconda squadra di Como, con cui disputa tre campionati consecutivi (Prima Categoria 1921-1922, Prima Divisione 1922-1923, Seconda Divisione 1923-1924).

## Palmarès
- Promozione: 1

Piacenza: 1919-1920